# Аквариум (альбом)
«Аквариум», стилизован как «Åквариум» и также известен как «Ансамбль „Аквариум“» — первая грампластинка рок-группы «Аквариум», вышедшая в СССР; официальное название, написанное на обложке — «Ансамбль „Аквариум“». Диск скомпилирован из песен, вошедших в магнитоальбомы «День Серебра» (1984) и «Дети Декабря» (1985). На обложке воспроизведена статья поэта Андрея Вознесенского «Белые ночи Бориса Гребенщикова», ставшая одной из первых публикаций о БГ и «Аквариуме» в официальной советской прессе.

## История
Существует версия, что выходу альбома способствовал выпуск песен «Аквариума» в Калифорнии в альбоме-сплите «Red Wave» (1986), по инициативе Джоанны Стингрей. После официального выпуска «Red Wave» на Западе Стингрей послала по экземпляру тогдашним лидерам США и СССР, Рейгану и Горбачёву, с заявлением, что то, чего они не могут достичь на дипломатическом уровне, успешно получается у рок-музыкантов. После этого Министерство культуры дало распоряжение фирме «Мелодия» срочно выпустить пластинку «Аквариума», чтобы создать для мировой общественности впечатление распространённости и доступности в Советском Союзе альбомов советских рок-групп. В итоге, в СССР был официально выпущен пластинкой «Белый альбом». Для этой пластинки были использованы студийные записи Андрея Тропилло.

## Участники записи
- Борис Гребенщиков — голос, гитары
- Всеволод Гаккель — виолончель, голос
- Андрей Романов — флейта, вокал
- Александр Куссуль — скрипка
- Пётр Трощенков — ударные
- Александр Ляпин — гитара
- Сергей Курёхин — клавишные
- Александр Титов — бас-гитара
- Игорь Бутман — саксофоны (5)
- Александр Беренсон — труба (2)

## Список композиций
Сторона 1
1. Сидя на красивом холме (1:41)
2. Иван Бодхидхарма (2:55)
3. Небо становится ближе (6:19)
4. Электричество (4:16)
5. Глаз (3:28)

Сторона 2
1. Сны о чём-то большем (4:38)
2. Кад Годдо (4:52)
3. Дети Декабря (2:12)
4. Деревня (4:41)

Другая версия обложки (пластинка выпущена на Ташкентском Заводе Грампластинок им. М. Т. Ташмухамедова ограниченным тиражом)

Музыка и слова Бориса Гребенщикова, аранжировка участников ансамбля «Аквариум».

## Выходные данные
1987 — LP, Фирма «Мелодия», Всесоюзная студия грамзаписи. Записи студии Ленинградского городского рок-клуба, 1984, 1985 г.
Звукорежиссёр Андрей Тропилло. Редактор Борис Тихомиров. Художник Андрей Гусев. Каталожный номер пластинки С60 25129 005.